# Тангі Зукру
Тангі Ксав'є Бангі Зукру (фр. Tanguy Xavier Banhie Zoukrou, нар. 7 травня 2003, Ле-Шене, Франція) — французький футболіст івуарійського походження, центральний захисник швейцарського клубу «Янг Бойз».

## Ігрова кар'єра

### Клубна
На початку 2020 року Тангі Зукру приєднався до молодіжної команди клубу «Труа». З сезону 2021/22 Зукру був внесений до заявки першої команди на участь у чемпіонаті Франції. 7 серпня 2021 року у матчі проти «Парі Сен-Жермен» Зукру дебютував на професійному рівні. А у вересні того року футболіст підписав з клубом професійний контракт до кінця 2024 року.
У липні 2024 року Тангі Зукру перейшов до швейцарського «Янг Бойз», уклавши з клубом угоду до літа 2028 року.

### Збірна
У 2023 році у складі збірної Франції (U-20) Тангі Зукру брав участь у молодіжному чемпіонаті світу в Аргентині.